# Jan Davis
Nancy Jan Davis (Cocoa Beach, Estados Unidos, 1 de noviembre de 1953), nacida Nancy Jan Smotherman, es una astronauta e ingeniera mecánica estadounidense, veterana de tres vuelos espaciales que registró más de 673 horas en el espacio.

## Biografía
Nancy Jan Davis nació en Cocoa Beach, Florida, pero considera que Huntsville, Alabama, es su ciudad natal. Se graduó en la Huntsville High School en 1971, realizó un Bachelor of Science en biología aplicada por el Instituto de Tecnología de Georgia en 1975 y otra en ingeniería mecánica por la Universidad de Auburn en 1977. En 1983 realizó un Master of Science y en 1985 un doctorado, ambos en ingeniería mecánica en la Universidad de Alabama en Huntsville.

#### Carrera como ingeniera
Después de graduarse de la Universidad de Auburn comenzó a trabar como ingeniera de petróleos para la recuperación de petróleo terciario para Texaco, en Bellaire, Texas. En 1979 dejó la empresa Texaco para trabajar en el Centro Marshall para Vuelos Espaciales de la NASA como ingeniera aeroespacial. En 1986 fue nombrada líder de equipo en la División de Análisis Estructural, y su equipo fue el responsable del análisis estructural y la verificación del Telescopio Espacial Hubble (HST), la misión de mantenimiento del HST y la del Observatorio Chandra de Rayos X. En 1987 también fue asignada para ser la ingeniera principal encargada del rediseño del anillo de fijación del tanque externo del cohete de refuerzo sólido. Davis realizó su investigación de posgrado en la Universidad de Alabama en Huntsville, estudiando la resistencia a largo plazo de los recipientes a presión debido a las características viscoelásticas de los compuestos de filamentos enrollados. Tiene una patente, es autora de varios documentos técnicos y esta registrada como Ingeniera profesional.

## Carrera como astronauta

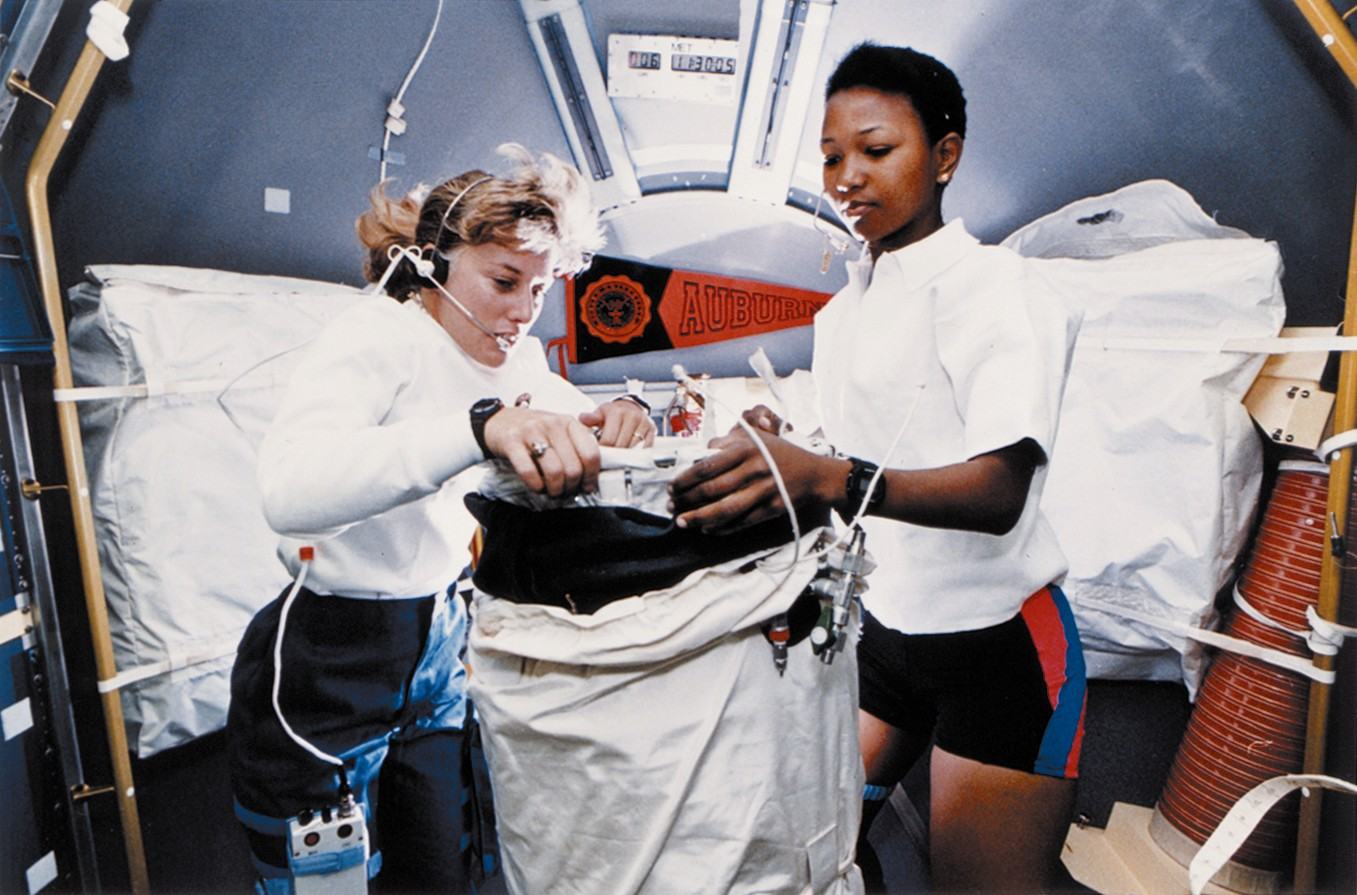
Davis y Mae Jemison durante la misión STS-47 en 1992.

En junio de 1987 se convirtió en astronauta, y su primera asignación fue en la Subdivisión de Desarrollo de Misiones de la Oficina de Astronautas, donde brindó asistencia técnica para las cargas útiles del transbordador espacial. Después de esto, trabajó en la Capsule Communicator (CAPCOM) en el Control de la Misiones, siendo la responsable de la comunicación con las tripulaciones del transbordador durante siete misiones. Después de su primer vuelo espacial, Davis se desempeñó como representante de la Astronaut Office con el Shuttle Remote Manipulator System (SRMS), siendo la responsable de las operaciones del SRMS, el entrenamiento y las cargas útiles. Después de su segundo vuelo espacial, se desempeñó como Presidenta del Grupo de Trabajo de Educación de la NASA y como Jefa de la Subdivisión de Carga Útil, que brindó soporte a la Astronaut Office para todas las cargas útiles de Shuttle y de la Estación Espacial Internacional. Es considerada una astronauta veterana, tras haber realizado de tres vuelos espaciales, con lo que ha registrado más de 673 horas en el espacio. Voló como especialista de misiones en la STS-47 en 1992 y la STS-60 en 1994, y fue comandante de carga útil en la STS-85 en 1997.

### STS-47
La STS-47, Spacelab-J, fue la 50.ª misión del transbordador espacial. Lanzado el 12 de septiembre de 1992, esta misión cooperativa entre los Estados Unidos y Japón llevó a cabo 43 experimentos en ciencias de la vida y procesamiento de materiales. Durante esta misión de ocho días, Davis fue la responsable de operar el Spacelab, sus subsistemas y realizar mucho de estos experimentos. En esta misión Mark C. Lee era el comandante de la carga de la misión y su esposo. Después de completar 126 órbitas alrededor de la Tierra, el Endeavour aterrizó en el Centro espacial John F. Kennedy el 20 de septiembre de 1992.

### STS-60
La STS-60 fue el segundo vuelo de Spacelab (Space Habitation Module) y el primer vuelo de la plataforma Wake Shield Facility (WSF). Lanzado el 3 de febrero de 1994, este vuelo fue el primer del transbordador espacial en el que un cosmonauta ruso era miembro de la tripulación. Durante la misión de ocho días, su principal responsabilidad era maniobrar el  Facilities Sustainment Model (FSM) del Departamento de Defensa con el Remote Manipulator System (RMS), para llevar a cabo el crecimiento de cristales de película delgada. En esta ocasión también fue la responsable de realizar experimentos científicos en Spacelab. Aterrizaron en el Centro espacial John F. Kennedy y el 11 de febrero de 1994, después de completar 130 órbitas alrededor de la Tierra.

### STS-85
En la misión STS-85 Davis fue la comandante de carga útil del Discovery, lanzado el 7 de agosto de 1997. Durante esta misión de 12 días desplegó y recuperó la carga CRISTA-SPAS, y operó el brazo robótico japonés Manipulator Flight Demonstration (MFD). La misión también incluyó varias otras cargas científicas para la realización de investigaciones sobre astronomía, ciencias de la Tierra, ciencias de la vida y ciencia de los materiales. La misión se llevó a cabo en 189 órbitas alrededor de la Tierra. Aterrizaron en el Centro espacial John F. Kennedy el 19 de agosto de 1997.

Emblemas de las misiones
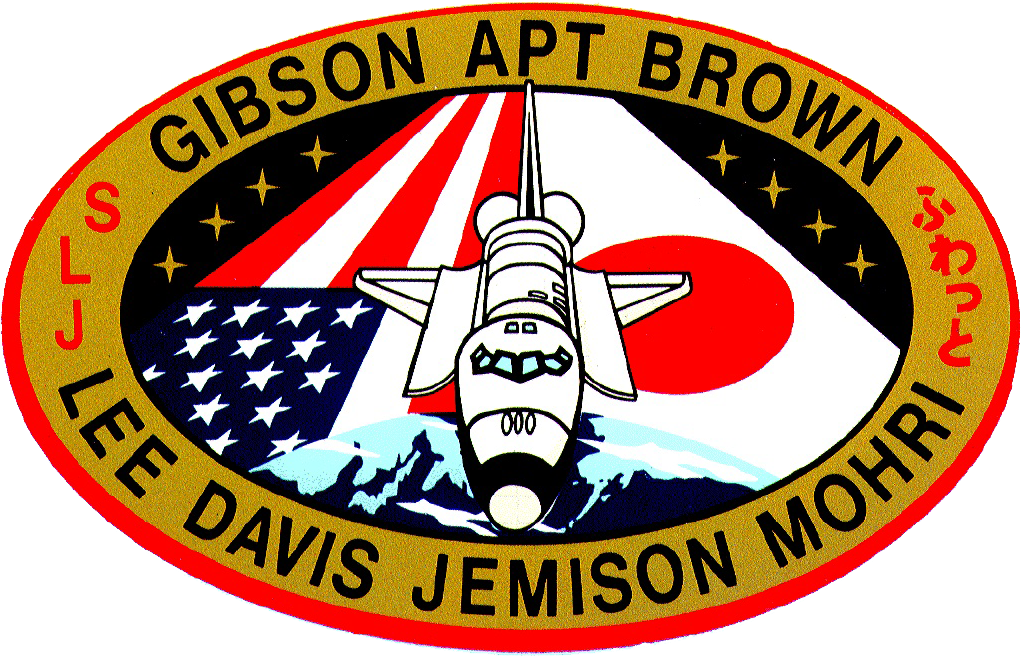
Misión STS-47
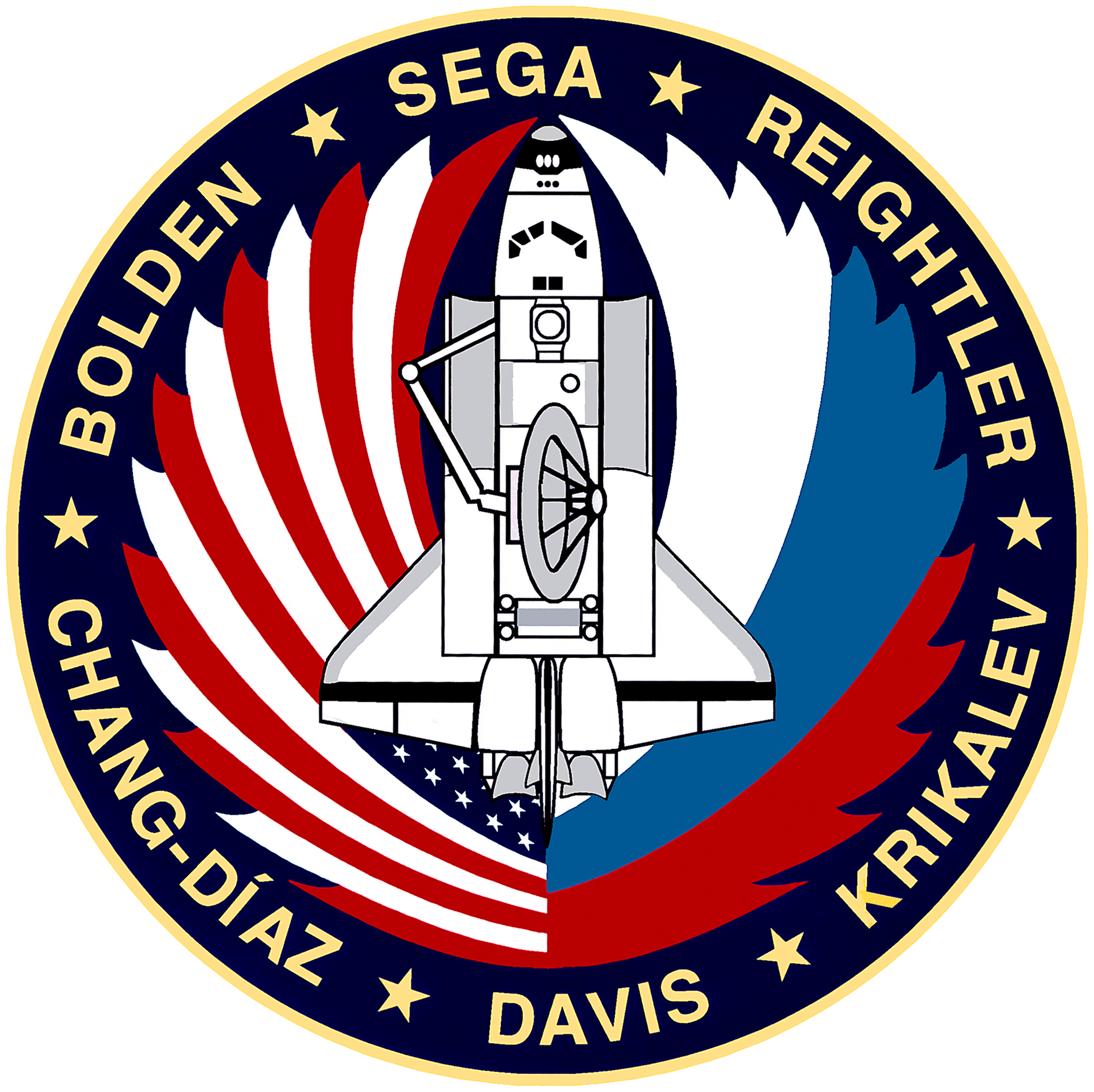
Misión STS-60
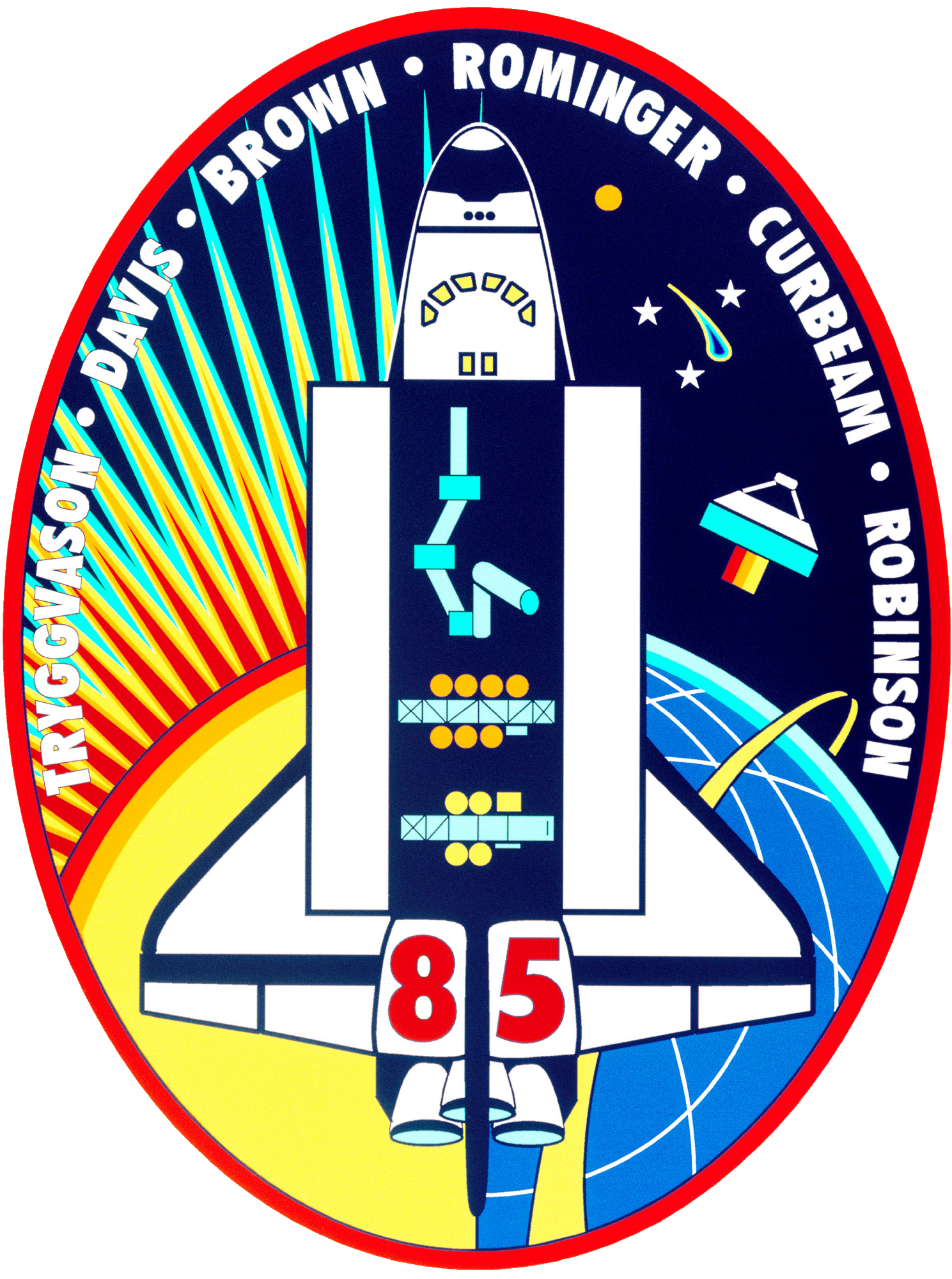
Misión STS-85

## Carrera posterior en la NASA
Después de su vuelo en la misión STS-85, fue asignada a la sede de la NASA como directora de Exploración Humana y Desarrollo del Espacio (HEDS), en la Oficina de Seguridad Independiente para la Oficina de Seguridad y Garantía de las misiones. En esa posición administró y dirigió evaluaciones independientes para los programas y proyectos asignados a la HEDS. En julio de 1999, fue transferida al Centro Marshall para Vuelos Espaciales como directora de la Dirección de Proyectos de Vuelo, responsable del Centro de operaciones de carga útil de la Estación Espacial Internacional (ISS), el hardware del ISS y el Programa del Observatorio de Rayos X Chandra. Después del accidente del Columbia, fue nombrada directora de seguridad y garantía de misiones en el Marshall, donde aseguró el regreso seguro al vuelo del transbordador espacial. En 2005 se retiró de la NASA en 2005 para trabaja para el Jacobs Engineering Group como vicepresidenta y directora general adjunta.